# Puisserguier
Puisserguier är en kommun i departementet Hérault i regionen Occitanien i södra Frankrike. Kommunen ligger i kantonen Capestang som tillhör arrondissementet Béziers. År 2022 hade Puisserguier 3 034 invånare.

## Befolkningsutveckling
Antalet invånare i kommunen Puisserguier
Referens:INSEE